# Khaled Al-Saleh
Khaled Al-Saleh (tiếng Ả Rập: خالد الصالح) (sinh ngày 15 tháng 1 năm 1988 ở Lattakia, Syria) là một cầu thủ bóng đá Syria hiện tại thi đấu cho Gokulam Kerala FC ở I-League.

## Sự nghiệp
Anh gia nhập Al-Mabarrah tháng 1 năm 2014 sau khi thử việc thành công.